# Blackgang
Blackgang est un village du sud de l'île de Wight en Angleterre.